# Ciclone di Londra (1091)
Il ciclone di Londra del 1091 è il primo ciclone segnalato in Inghilterra e si verificò a Londra venerdì 17 ottobre 1091. Secondo la valutazione moderna, è stato considerato come un possibile T8 sulla scala TORRO (approssimativamente equivalente a un F4 sulla scala Fujita), circostanza che lo rende potenzialmente uno dei tornado più forti, se non il più forte, mai registrati in Gran Bretagna (insieme al tornado del Lincolnshire del 1666), sebbene questa stima si basi su rapporti scritti 30 anni dopo l'evento.
La chiesa di St Mary-le-Bow nella città di Londra fu gravemente danneggiata: quattro travi lunghe 26 piedi (7,9 m) si conficcarono nel terreno così a fondo da far sporgere solo 4 piedi (1,2 m). Altre chiese della zona furono demolite, così come oltre 600 case (per lo più in legno). Nonostante i danni materiali inflitti, le fonti sostengono che il ciclone provocò solo due vittime conosciute su una popolazione di circa 18.000 abitanti.
Il tornado è menzionato nelle cronache da Fiorenzo di Worcester e Guglielmo di Malmesbury. Quest'ultimo lo descrisse come "un grande spettacolo per chi guarda da lontano, ma un'esperienza terrificante per era nelle vicinanze".